# Eugeen Cleeremans
Eugenius (Eugeen) Cleeremans (1869 - 1952) was een Belgische burgemeester.

## Levensloop
Eugeen Cleeremans was drukker en papierhandelaar in Halen. Bij het begin van de Eerste Wereldoorlog was Cleeremans gemeenteraadslid. Toen burgemeester Firmin Jacobs naar Nederland gevlucht was en beide schepenen niet beschikbaar waren als vervanger, werd hij eind 1914 door de gemeenteraad verkozen tot nieuwe burgemeester. Tijdens zijn bewind werd in 1915 de Belgische militaire begraafplaats van Halen geopend.
Bij de gemeenteraadsverkiezingen van 1921 was Cleeremans geen kandidaat meer. Tussen 1920 en 1927 was hij dirigent van de plaatselijke harmonie de Koorgalmen.